# Церква святого архистратига Михаїла (Передмістя)
Церква святого архистратига Михаїла в Передмісті — парафія і храм Бучацького благочиння Тернопільської єпархії Православної церкви України в селі Передмістя Чортківського району Тернопільської области.

## Історія церкви
Рік побудови давнього дерев'яного храму невідомий. У 1928 році на його місці спорудили нову будівлю з ламаного каменю.
У 1995 році за підтримки православної громади та настоятеля була збудована капличка.
У 2000 році парафіяни встановили фігуру Пресвятої Богородиці з Ісусом на руках. На честь побудови храму також спорудили статую святого архистратига Михаїла.

## Парохи
- о. Михайло Мойсей.